# Gustave de Lamarzelle (1852-1929)
Gustave de Lamarzelle, né le 4 août 1852 à Vannes et mort le 16 mars 1929 à Paris, est un homme politique français.

## Biographie
Gustave Louis Edouard de Lamarzelle naît le 4 août 1852 à Vannes du mariage de Gustave de Lamarzelle (1828-1900) et de Françoise Elisabeth Pain. Son père dirige l'imprimerie familiale à Vannes, comme son grand-père Alexandre de la Marzelle (1802-1884). Son arrière grand-père Alexis de Lamarzelle (1765-1832) fut maire de Vannes de 1808 à 1815.
Il est député du Morbihan de 1885 à 1893 puis sénateur du Morbihan de 1894 à 1924. Il siège à droite, parmi les conservateurs. 
Boulangiste, il est un ardent défenseur de l'enseignement libre. Il est aussi avocat, professeur à la Faculté de droit de l'Institut catholique et président de la conférence Molé-Tocqueville et de la Conférence Olivaint.
Il meurt le 16 mars 1929 dans le 16e arrondissement de Paris. Ses obsèques sont célébrées à Paris à Sainte-Clotilde le 28 mars 1929, avant l'inhumation au cimetière de Vaugirard, en présence du cardinal Louis-Ernest Dubois, archevêque de Paris, et d'un grand nombre de personnalités civiles et ecclésiastiques, dont le quotidien Le Figaro donne une partie de la liste.

## Publications
- La crise universitaire d'après l'enquête de la chambre des députés, librairie académique Perrin, 1900, 290 pages.
- avec Léon de Montesquiou, Paul Copin-Albancelli, le Dr Rondeau, Marc Sangnier, Henri de Larègle et René Le Fur, Nos Traditions nationales, comment les défendre ? Conférences. Avec le compte rendu de la 1re réunion de l'Entente nationale tenue à la salle de la Société de géographie le 8 juillet 1904, avec une lette de Paul Bourget, Bourges, Éditions de l'Entente nationale, [1904].
- À la recherche d'une morale laique, éditions de Gigord, 1913.
- L'anarchie dans le monde moderne, Beauchesne, 1919, 472 pages.